# Frank Hudon
 (mai 2022).
Si vous disposez d'ouvrages ou d'articles de référence ou si vous connaissez des sites web de qualité traitant du thème abordé ici, merci de compléter l'article en donnant les références utiles à sa vérifiabilité et en les liant à la section « Notes et références ».
 (juin 2022).
Frank Hudon est un chanteur québécois né le 15 mars 1985 à Labrecque au Lac-Saint-Jean, qui a fait partie de l’aventure Mixmania, première télé-réalité du genre au Québec.

## Biographie
Frank Hudon est né le 15 mars 1985 à Labrecque au Lac-Saint-Jean. À l’âge de cinq ans, Frank Hudon commence l’apprentissage du piano classique et en fait rapidement une passion. Les compétitions de piano s’avèrent être de francs succès. Il commencera à chanter un peu en même temps mais ce talent se développera tranquillement au fil des années.
À l’âge de 16 ans, il commence les auditions pour une émission de chant et de danse appelée Mixmania. En 2002, alors qu’il a 17 ans, il est choisi par le public pour faire partie de l’aventure de Mixmania, première télé-réalité du genre au Québec. Il est alors propulsé au sommet sur les ondes de Vrak.tv et devient, avec sept autres membres de l’équipe[réf. nécessaire], l’un des ados les plus populaires du Québec,. Mixmania a été vu par plus de 600 000 personnes par émission, battant des records d’audience pour une chaîne sur câble. Plus de 300 000 albums sont vendus et 100 000 billets vendus pour la tournée, dont quatre concerts au Centre Bell à guichets fermés.
Frank Hudon se retire ensuite de la scène médiatique. Il l'explique en déclarant avoir eu du mal à gérer le vedettariat, étant plutôt introverti : « Lorsque j’allais manger au restaurant, les gens faisaient la file pour me parler. Je me suis déjà fait expulser d’un cinéma parce que la réaction des gens était trop intense. Je ne me sentais pas bien. ». Il se concentre alors sur ses études en musique jusqu’en début 2015, où il commence alors l’écriture et la composition de son propre matériel solo qui sera produit par les productions Mido. Un premier single Je m'attacherai à toi est lancé le 30 septembre 2015 et se positionne à la 29e place dans le top 100 des radios correspondantes ainsi qu'à la 1re position dans les radios satellites Stingray. La musique, les paroles, la réalisation et les arrangements ont été faits entièrement par Frank Hudon.
Ensuite, est venu Un jour de Noël, la réaction forte des radios BDS et également une des chansons les plus jouées dans les radios québécoises du temps des fêtes 2016. Elle est la reprise francophone de Last Christmas de Wham!.
En 2019, il fait paraître son premier album Une autre vie dont il a écrit, composé, co-arrangé et co-réalisé neuf des dix pistes.
Début 2022, Frank Hudon a annoncé qu'il travaillait sur un EP, sur lequel on retrouvera Dis-moi, dis-moi, son nouveau single, écrit et composé par Jean-Pierre Isaac, Mitsou Gélinas, Céline Labelle et Richard Joseph Dubuc, originellement interprété par Mitsou dans les années 1991.
En 2022, il accepte une invitation de Bianca Gervais à participer au documentaire soulignant le 20e anniversaire de l’émission Mixmania,. Il y fait des retrouvailles filmées avec cinq autres participants de la première émission,. Le documentaire, disponible sur la plateforme Crave à partir du 22 juin 2022, se positionne en tête des productions originales et attire le plus d'abonnés de la plateforme durant les premiers jours.

## Discographie
- 2002 : Mixmania - Album (Zone 3)
- 2003 : MixMania en concert (Zone 3)
- 2015 : Je M’attacherais à Toi / Brin de Toi - Single (Prod MiDo)
- 2019 : Une autre vie - Album  (Prod MiDo)

## Télévision
- 2002 : MixMania - télé-réalité (Vrak Tv)
- 2002 : Réal Tv (Vrak Tv)
- 2002 : La fureur de Noël (Ici Radio-Canada)
- 2003 : MixMania en concert (Zone 3) ZVD-126
- 2003 : Live à Musique Plus (Musique Plus)
- 2003 : Sucré Salée (TVA)
- 2003 : Flash (TQS)
- 2003 : L’île de Gildor (Ici Radio-Canada)
- 2003 : Ceci n’est pas un Bye Bye (Ici Radio-Canada)
- 2006 : MixMania, le réveil (Vrak Tv)
- 2012 : Karv l’anti gala (Vrak Tv)
- 2017 : En direct de l'univers (Ici Radio-Canada)
- 2022 : MixMania 20 ans plus tard  (Crave)